# 岡本光
岡本 光（おかもと こう、1960年8月17日 - ）は、和歌山県西牟婁郡すさみ町出身の元プロ野球選手（投手、右投右打）、コーチ、政治家。現在は大阪府藤井寺市の市議会議員を務める。
同じくプロ野球選手（投手）であり、西武ライオンズと阪神タイガースに所属していた岡本洋介は甥にあたる。

## 経歴
和歌山県立串本高等学校では、エースとして1978年の夏の甲子園和歌山県予選準決勝に進出するが、石井毅、嶋田宗彦のバッテリーを擁する箕島高に敗退した。同年のプロ野球ドラフト会議で南海ホークスから3位指名を受けるが、入団を拒否した。卒業後は、松下電器野球部で都市対抗野球大会などに出場して活躍した。1981年のプロ野球ドラフト会議で5位で南海ホークスから2度目の指名を受けるが、再び拒否した。
1982年の同会議で読売ジャイアンツから2位指名を受け、入団した。1985年から一軍に上がる。
1986年にイースタン・リーグで13SPを記録し、最優秀救援投手となる。
1987年には中継ぎとして自己最多の26試合に登板し3勝を記録した。同年の西武ライオンズとの日本シリーズでも2試合に登板する。
1988年は出番が減少し、同年オフに白幡隆宗との交換トレードで西武ライオンズに移籍した。
1990年シーズン途中で現役引退の後、2001年まで西武のトレーニングコーチを務めた。
2002年は台湾大聯盟（TML）の誠泰太陽でコーチを務めた。
その後は政治家に転向し、2003年に大阪府藤井寺市の市議会議員選挙で当選した。同市議会議員となった。
2018年5月からは同市議会議長を務める。2016年の学生野球資格回復研修を受講した上で、翌2017年2月7日に日本学生野球協会より学生野球資格回復の適性認定を受けたことにより、学生野球選手への指導が可能となった。

## エピソード
現役引退後、西武のトレーニングコーチとなったのは当時西武の投手コーチであった森繁和の誘いがあったからだという。当時は陸上出身の人物がトレーニングコーチを務めることが多かったため、「野球上がりの人間がいないと本当にピッチングに必要なトレーニングがわからない部分もある」という根本陸夫管理部長の意を汲み、森が戦力外になった選手のリストから性格面も考慮の上、岡本に声をかけた。森は岡本と一緒にやる中でトレーニングの効率的なやり方から投手の本音の漏らし方まで様々なものを学べたと著書で語っている。

## 詳細情報

### 年度別投手成績
| 年 度     | 球 団     | 登 板 | 先 発 | 完 投 | 完 封 | 無 四 球 | 勝 利 | 敗 戦 | セ 丨 ブ | ホ 丨 ル ド | 勝 率 | 打 者 | 投 球 回 | 被 安 打 | 被 本 塁 打 | 与 四 球 | 敬 遠 | 与 死 球 | 奪 三 振 | 暴 投 | ボ 丨 ク | 失 点 | 自 責 点 | 防 御 率 | W H I P |
| --------- | --------- | ----- | ----- | ----- | ----- | -------- | ----- | ----- | -------- | ----------- | ----- | ----- | -------- | -------- | ----------- | -------- | ----- | -------- | -------- | ----- | -------- | ----- | -------- | -------- | ------- |
| 1985      | 巨人      | 6     | 0     | 0     | 0     | 0        | 0     | 0     | 1        | --          | ----  | 28    | 6.2      | 6        | 2           | 2        | 1     | 0        | 7        | 1     | 0        | 3     | 3        | 4.05     | 1.20    |
| 1986      | 巨人      | 8     | 0     | 0     | 0     | 0        | 0     | 0     | 1        | --          | ----  | 39    | 11.1     | 6        | 0           | 1        | 0     | 0        | 7        | 0     | 0        | 1     | 1        | 0.79     | 0.62    |
| 1987      | 巨人      | 26    | 0     | 0     | 0     | 0        | 3     | 2     | 0        | --          | .600  | 185   | 42.2     | 37       | 5           | 22       | 2     | 1        | 39       | 2     | 0        | 20    | 19       | 4.01     | 1.38    |
| 1988      | 巨人      | 6     | 0     | 0     | 0     | 0        | 0     | 0     | 0        | --          | ----  | 27    | 5.1      | 7        | 0           | 4        | 2     | 0        | 5        | 0     | 0        | 3     | 3        | 5.06     | 2.06    |
| 通算：4年 | 通算：4年 | 46    | 0     | 0     | 0     | 0        | 3     | 2     | 2        | --          | .600  | 279   | 66.0     | 56       | 7           | 29       | 5     | 1        | 58       | 3     | 0        | 27    | 26       | 3.55     | 1.29    |

### 記録
- 初登板：1985年4月25日、対中日ドラゴンズ戦（後楽園球場）、8回から救援登板、2回1失点
- 初セーブ：1985年5月5日、対ヤクルトスワローズ戦（後楽園）、9回から救援登板・完了
- 初勝利：1987年5月24日、対阪神タイガース戦（阪神甲子園球場）、3回1死から救援登板、4回2/3無失点

### 背番号
- 12（1983年 - 1988年）
- 26（1989年）
- 46（1990年）
- 73（1991年）
- 74（1992年 - 1994年）
- 98（1995年 - 2001年）
- 55（2002年）